# Coelioxys epaenete
Coelioxys epaenete är en biart som beskrevs av Holmberg 1916. Coelioxys epaenete ingår i släktet kägelbin, och familjen buksamlarbin. Inga underarter finns listade i Catalogue of Life.